# Postamt Wismar
Das ehemalige Postamt Wismar in Wismar in der Mecklenburger Straße 18–20 befindet sich in Zentrumslage in Sichtweite zum Markt. Das Haus liegt im Kerngebiet des von der UNESCO als Weltkulturerbe anerkannten Stadtgebietes Historische Altstädte Stralsund und Wismar. Das Gebäude steht unter Denkmalschutz.

## Geschichte
Das Postgebäude wurde 1886–1888 erbaut. Es ist im neugotischen Stil aus Backstein errichtet worden. Es ist ein zweigeschossiger Bau mit Walmdach und neun Achsen, wobei jede zweite als Risalit ausgebildet ist. Die Fenster sind dreigeteilt und über beide Geschosse spitzbogig zusammengefasst. Typisch sind das Gesimsband zwischen den Geschossen und der Maßwerkfries unter der Traufe. Die beiden Gebäudeteile der langgestreckten Straßenfassade werden durch Wappen geschmückt. Im ursprünglichen Gebäude nach Entwürfen des Architekten Borgmann existierte nur ein Mitteleingang, der später zugemauert und am linken Seitenflügel angeordnet wurde.
Ein ähnliches Postamt errichtete die Deutsche Reichspost einige Jahre später, 1893 das Hauptpostamt in Memel in Ostpreußen.

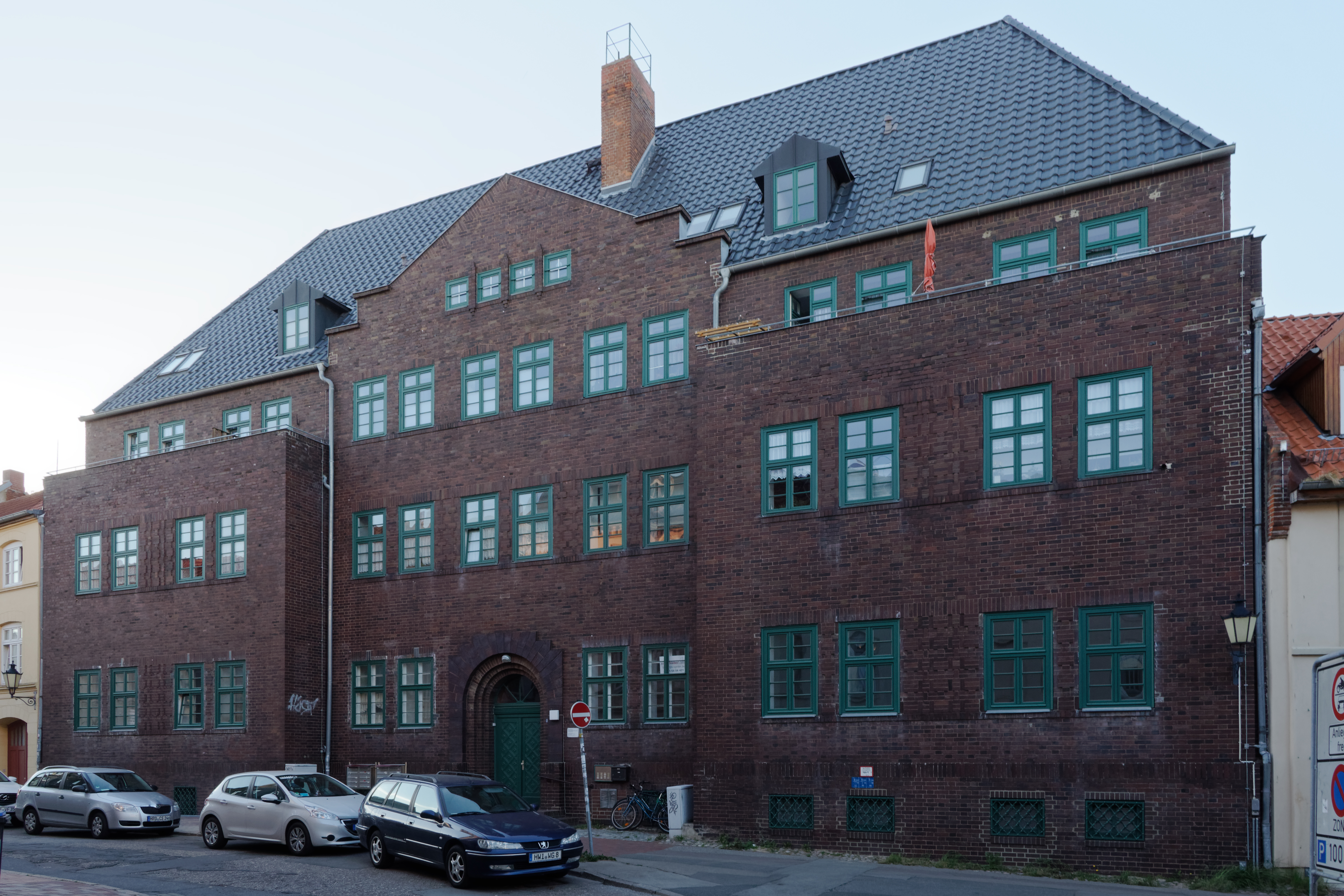
Ehemaliges Fernmeldeamt

Das Fernmeldeamt unter der Anschrift Schatterau 25a ist ein verklinkertes Gebäude und wurde 1926 im Stil der Neuen Sachlichkeit nach Entwürfen von Stadtbaurat Arthur Eulert gebaut. Das Gebäude steht ebenso unter Denkmalschutz.